# Bruine metaalvlinder
De bruine metaalvlinder (Rhagades pruni) is een dagactieve nachtvlinder uit de familie Zygaenidae, de Bloeddrupjes.

## Beschrijving
Het mannetje is met een voorvleugellengte van 10 tot 12 millimeter iets groter dan het vrouwtje dat een voorvleugellengte heeft van 8 tot 11 millimeter. Bij het mannetje zijn de vleugels zwartbruin, bij het vrouwtje is iets van metaalgroene glans te zien. De imago heeft een gereduceerde roltong en neemt geen voedsel op.
De vlinder heeft een verborgen leefwijze, komt niet op bloemen en ook niet op licht. Hierdoor wordt hij mogelijk veel over het hoofd gezien.

## Waardplanten
De bruine metaalvlinder gebruikt struikhei, en soms zomereik, als waardplanten. De soort overwintert als rups.

## Voorkomen
De soort komt verspreid van Europa (maar niet op de Britse eilanden) tot Oost-Azië inclusief Japan voor.

### In Nederland en België
In Nederland en België is de bruine metaalvlinder zeldzaam. In Nederland wordt de soort wel op de zandgronden gezien, in België vooral in De Kempen en in Namen en Luxemburg. De soort vliegt van halverwege juni tot in augustus in één jaarlijkse generatie.